# Komsa Mountain
Komsa Mountain är ett berg i Antarktis. Det ligger i Östantarktis. Norge gör anspråk på området. Toppen på Komsa Mountain är 2 960 meter över havet.
Terrängen runt Komsa Mountain är varierad. Trakten är obefolkad. Det finns inga samhällen i närheten. 